# ران لیبمن
ران لیبمن (انگلیسی: Ron Leibman؛ زادهٔ ۱۱ اکتبر ۱۹۳۷ - درگذشته‌ی ۷ دسامبر ۲۰۱۹) بازیگر اهل ایالات متحده آمریکا بود. وی از سال ۱۹۶۳ میلادی تا ۲۰۱۹ مشغول فعالیت بود.
از فیلم‌ها یا برنامه‌های تلویزیونی که وی در آن نقش داشته است، می‌توان به سلاخ‌خانه شماره پنج، الماس شیشه‌ای، فقط بلیط، شب‌هنگام در منهتن، الماس داغ، فوکوس خودکار و نورما ری اشاره کرد. 